# Le Mystère du docteur Fu Manchu
Le Mystère du docteur Fu Manchu (The Mystery of Dr. Fu Manchu) est un serial britannique muet réalisé par A. E. Coleby, sorti en 1923. La série compte 15 épisodes.

## Fiche technique
- Titre original : The Mystery of Dr. Fu Manchu
- Titre français : Le Mystère du docteur Fu Manchu
- Réalisation : A. E. Coleby
- Société de production : Stoll Picture Productions
- Pays d'origine :  Royaume-Uni

## Distribution
- H. Agar Lyons : Dr Fu Manchu.